# Seattle Central Library

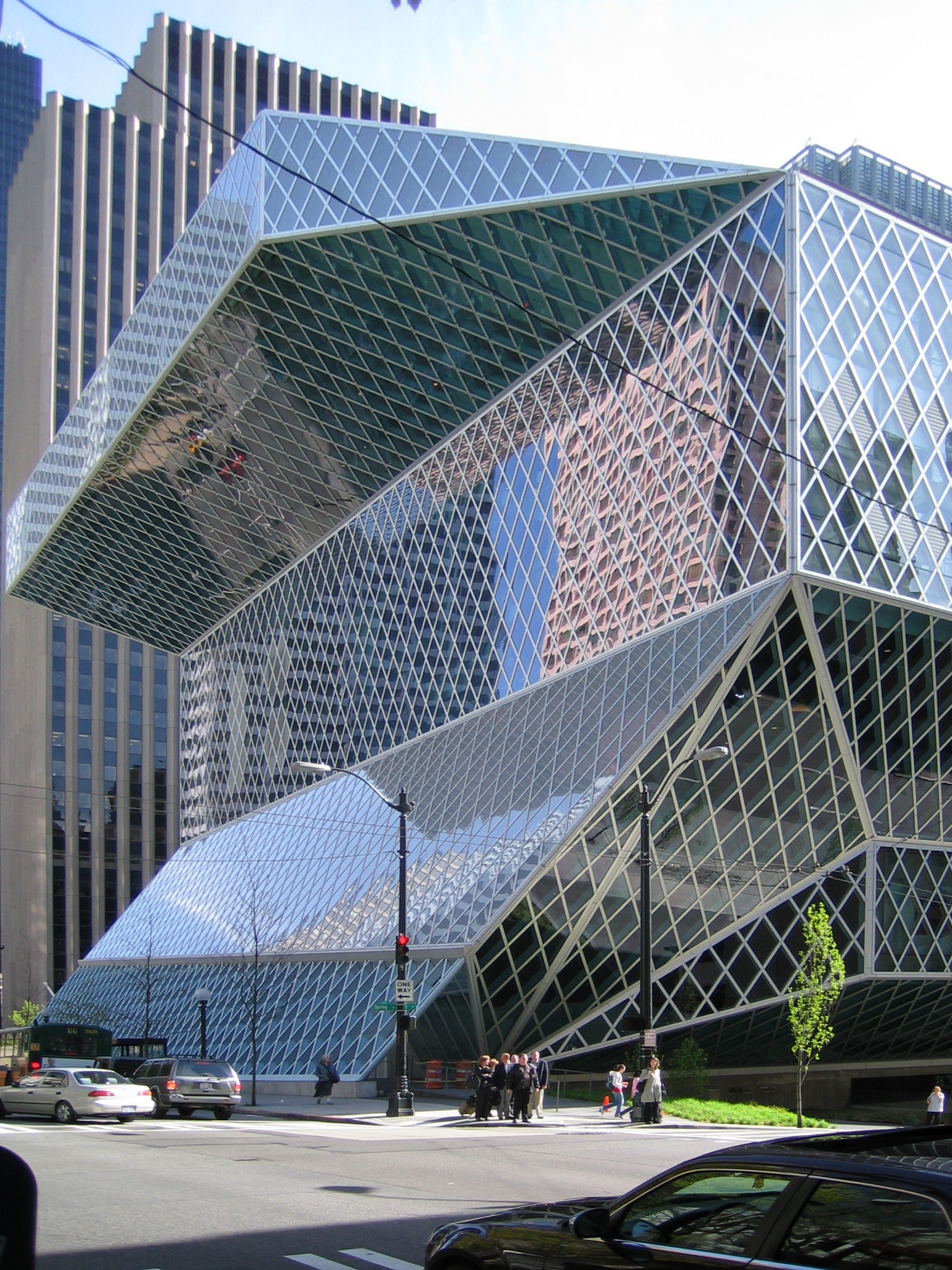
Seattle Central Library (2006)

Die Seattle Central Library ist eine städtische Bibliothek. Das elfgeschössige, 34,000 m² große, Glas- und Stahlgebäude wurde durch die Architekten Rem Koolhaas und Joshua Prince-Ramus im Stil des Dekonstruktivismus entworfen und 2004 eröffnet. An der Errichtung waren die Architektur- und Ingenieurbüros Magnusson Klemencic Associates und Arup beteiligt.
2007 listete das American Institute of Architects (America's Favorite Architecture) das Gebäude auf dem 108. Rang. Die Architekturkritik nahm den Bau mit geteilter Meinung auf. Während der New Yorker die Architektur als innovativ lobte, kritisierte der Seattle Post-Intelligencer das Gebäude als zu opulent. Das Bibliotheksgebäude erhielt u. a. den Platinum Award des American Council of Engineering Companies (ACEC) und den AIA Honor Award for Architecture.
Die Geschichte des Bibliothekswesens in Seattle nahm 1891 ihren Anfang. Das derzeitige Bibliotheksgebäude ist das dritte an dieser Stelle. Im ersten Jahr hatte die Bibliothek über zwei Millionen Besucher. Der Bestand beläuft sich auf über 1,45 Millionen Medien.